# 사카이 이즈미
사카이 이즈미(일본어: 坂井泉水, 본명:蒲池幸子 카마치 사치코[*], 1967년 2월 6일 ~ 2007년 5월 27일)는 일본 밴드 ZARD의 보컬이자 싱어송라이터.

## 생애
1967년 일본 가나가와현 히라쓰카시에서 태어나 자란 곳은 하다노시이다.
1991년 ZARD의 보컬을 맡게 되었면서 본격적으로 음악활동을 시작하였다. 2007년 40세의 나이로 세상을 떠났다.

## 사망 그 이후와 기타 관련 내용
- 2007년 5월 29일 일본 도쿄에서 가족장 형식의 비공개 장례가 치러졌으며 다음날인 30일에 고별식이 열렸다.[2]

- 2007년 6월 27일 도쿄 아오야마 인근 장의소에서 팬들을 위한 추모식이 거행이 되었다. 평일이었지만 연령과 세대를 뛰어넘은 많은 이들이 그녀의 마지막 추모를 하기 위해 모였다. ZARD의 소속사 Being 관계자는 이날 다녀간 추모 팬은 모두 4만100명이라고 집계했다. 26일 음악관계자 추모객 700명까지 합하면 총 4만800명이 이곳을 다녀갔다. 또 사망 당시 도쿄와 오사카에 마련한 헌화대 방문자 1만 명까지 더하면 사카이 사망 이후 추모객은 총 5만800명에 이른다.[3] 추모객 5만800명이 모인 것은 가수로서 일본 역사상 가장 많은 추모객 숫자이다.

- 2007년 8월에 일본에서 발매된 추모 음반이 발매가 되었는데 한 달뒤인 9월 대한민국에서도 발매되었다.[4] 그리고 그녀가 마지막으로 레코딩한 미발표곡으로 같은 해 12월 12일에 출시된 싱글 '글로리어스 마인드(Glorious Mind)'는 84,027장 팔려 2007년 12월 24일자 오리콘 싱글차트 2위에 올랐다.

이로써 사카이 이즈미는 41장째 싱글 톱10에 진입했으며 사잔올스타즈의 42장에 이어 비즈(B'z)와 함께 역대 2위를 기록했다. 여성 가수로서 최고 기록을 세웠다.

## 같이 보기
- ZARD